# Prinz und Bettelknabe
Prinz und Bettelknabe ist ein österreichischer Stummfilm aus dem Jahr 1920 von Alexander Korda nach der Romanvorlage The Prince and the Pauper von Mark Twain.

## Handlung
Der Film hält sich eng an Mark Twains Vorlage: Der Betteljunge Tom Canty verirrt sich eines Tages in die königlichen Gärten Londons und begegnet dem Kronprinzen, der ihm bis aufs Haar gleicht. Beide Jungen freunden sich schnell an und beginnen Interesse am Leben des jeweils anderen zu entwickeln. Warum nicht einfach mal für einen bestimmten, kurzen Zeitraum die Rollen tauschen? Und so wird aus dem zerlumpten Bettelknaben Prinz Edward und aus dem Sohn Heinrichs VIII. ein Kind aus ärmlichsten Verhältnissen.
Doch aus der geplanten Stunde des Rollentausches wird eine halbe Ewigkeit. Während Tom die Annehmlichkeiten im Schloss genießen darf, allerdings auch die Pflichten und anstrengenden Vorgaben der Etikette befolgen muss, erfährt der Königsspross den Schrecken eines Betteljungen im London des 16. Jahrhunderts. Prinz Edward wird von Toms Vater, wie es Tom bislang auch nicht anders kannte, fürchterlich geschlagen. Er erlebt den Dreck der Straße, die Schläge und Erniedrigungen und den alltäglichen Kampf ums Überleben.
Bald hat auch Tom die Nase voll von all den Regularien, denen er sich im Schloss unterwerfen muss und begehrt mit den Worten „Ich bin nicht der Prinz!“ auf. Die Hofschranzen halten ihn für verrückt, und dann stirbt auch noch der König. Tom könnte der neue Herrscher Englands werden. Im letzten Moment gelingt es Prinz Edward, mit Hilfe des Soldaten Miles Hendon in den Palast zurückzukehren und seine alte Stellung wieder einzunehmen, um als der wahre König gekrönt zu werden. Als neuer Monarch proklamiert er als erstes, dass Tom fortan unter seinem ganz persönlichen Schutz stehen solle.

## Produktionsnotizen
Prinz und Bettelknabe, gelegentlich auch unter Seine Majestät, das Bettelkind geführt, wurde am 19. November 1920 in Wien uraufgeführt und besaß eine Länge von etwa 2400 Metern. Ein Schulverbot wurde erlassen.
Der elfjährige Ungar Tibor Lubinszky spielte hier eine Doppelrolle und erlebte mit diesem Film seines Landsmannes Korda, der ihn dafür extra von Budapest nach Wien geholt hatte, seinen Durchbruch.
Die Filmbauten stammen von Artur Berger. Schnittmeister Karl Hartl war auch Regieassistent. Die Kostüme stammen von Lambert Hofer.
Mit diesem Film begann Alexander Kolowrats Produktionsphase der aufwendigen Ausstattungs- und Großfilme, mit denen er sich ein Geschäft in Übersee, vor allem in Amerika, erhoffte.

## Kritik
Zeitgenössisch wurde der Film in Paimann’s Filmlisten bewertet als: „Stoff, Spiel und Photos und besonders die herrliche Szenerie ausgezeichnet. (Ein Schlager ersten Ranges).“
Wie Karol Kulik in seinem Buch Alexander Korda: The Man Who Could Work Miracles (Virgin Books, 1990) auf den Seiten 30 und 31 berichtet, war der Film nicht nur in Österreich und Deutschland sowohl ein Kritiker- als auch ein Publikumserfolg. Auch in England und den USA konnte er sich großer Zustimmung erfreuen.